# Медицина рада
Медицина рада је грана медицинске делатности која се бави стањима и болестима насталим под утицајем фактора средине (нпр. бука, вибрације, топлота, хемијске материје електромагнетска зрачења, радијација итд.) којима је нека особа професионално (у току свакодневног радног времена) изложена. По својој суштини и деловању она је мултидисциплинарни област медицине пре свега усмерена на: остварење физичког, менталног и социјалног благостања запослених, заштиту и унапређење здравља запослених, процену ризика на раду и њиховој елиминацији, одржавању и развоју радне способности радника и контроли професионалних болести и повреда на раду.
Овом граном медицине првенствено се баве лекари специјалисти медицине рада, ваздухопловне, космичке и поморске медицине, који су примарно оспособљени за вршење здравственог надзора радних места штетних по здравље, превентивне прегледе радника и дијагностичке поступке, контролу здравља болесника оболелих од професионалних болести. У надлежност ове гране медицине спада и решавање статусних питања радника неспособних за рад на одређеним пословима или трајно оболелих и неспособних за рад.

## Основни појмови
Физиологија рада
Физиологија рада, је посебна област медицине рада која проучава утицај рада на физиолошке процесе у организму човека. Она истражује последице које у човековом организму могу настати под утицајем рада у различитим условима. Њен циљ је да утврди како да се истовремено радећи буде здрав, односно како да рад не буде разлог за настанак болести.
Примењена физиологија процеса рада
Примењена физиологија процеса рада бави се проучавањем оптерећења и захтева рада, док штетности на раду проучава хигијена рада.
- Да би се са сигурношћу могло говорити о утицају рада на човека, неопходно је прецизно (у сваком конкретном случају) одредити о којој врсти рада је реч.
- Потенцијални утицаји рада на организам радника морају да буду тачно дефинисани, како по врсти тако и по интензитету трајању.
- При увиду у рад мора да дефинише садржај и начин рада, средства и материјал са којим се ради, ритам и режим рада и одмора, радна средина итд. Након упознавања са процесом и условима рада добијају се подаци о врсти посла и могућим оптерећењима, захтевима и штетностима.

Примењена физиологија човека
Примењена физиологија човека је област медицине која се бави се физиолошким функцијама човека који ради. На је условљена сједне стране оптерећењима а са друге штетностима или захтевима рада.
Тежина рада
Било која врста рад којом се човек бави одликује се одређеним степеном тежине. Тежина неког конкретног рада, медицински гледано не би смела да буде већа од оног који одређени појединац може да реализује, а да при том не наруши хомеостазу (психичку и физичку равнотежу) свог организма. Тежину рада по правилу одређује конкретан рад који се односи на психофизичке и друге способности конкретне особе.

## Историјат медицине рад у Србији
Пре Другог светског рата у тадашњој Краљевини Југославији донети су први закони о заштити радника и заштите њиховог здравља на раду. 
1921. године донесен је Закон о инспекцији рада,
1922. Закон о осигурању радника. 
Од 1922 до 1939. Краљевина Југославија прихватила је већину од 63 међународних конвенција о раду.
Период после 1945. године карактерисала је брза индустријализација, и развој великих индустријских предузећа - фабрика у друштвеном власништву. Ове промене пратио је и читав низ законских прописа:
1947. године усвојен је Закон о обавезним периодичним прегледима радника, 
1948. Закон о санитарној инспекцији
1958. Закон о инвалидском осигурању 
1959. Закон о здравственом осигурању.
Медицина рада у том периоду представља интегрални део организоване здравствене делатности са основним задатком да заштити и унапреди здравље радника и чини саставни део примарне здравствене заштите. Основна функција медицине рада била је превентивна, са циљем да обухвати све запослене раднике. 
Поред тога у раду служби медицине рада у СФР Југославији био је заступљен принцип јединства превентивне и куративне медицине у здравственој заштити радника. Поједина велика предузећа имала су веома развијену службу медицине рада у свом саставу која је радницима пружала и куративе и превентивне услуге (на пример „Машинска индустрија“ у Нишу).
Седамдесетих година 20. века све више се говорило о „интегралној“ здравственој заштити радника, у којој служба медицине рада треба да функционише на основу потреба и захтева производних организација, с једне стране и адекватније се повезује са целокупном здравственом службом, с друге стране. На темељу ових начела организовани су новоосновани диспанзери медицине рада (здравствене станице или службе медицине рада, уколико није било услова за формирање диспензера).

Од 1991. године Србија је, у склопу социјално-економске транзиције, прошла кроз радикалне промене у радном окружењу, укључујући безбедност и здравље на раду, промене социјалне заштите радника и система здравствене заштите, укључујући и службу медицине рада. У транзиционом периоду нестале су структуре и ресурса медицине рада из претходног периода а створене су нове од самог почетка. 
Уместо да процес буде само прелазак, транзиција (то јест само реорганизација и модернизација постојећих структура) дошло је до распада службе медицине рада, делом и као последица распада великих индустријских комбината, које су једном у прошлости представљале окосницу ових активности.

## Организација медицине рада у Србији
Према Закону о здравственој заштити Републике Србије, и Уредбе о плану мреже здравствених установа у Србији, службе медицине рада организована су на један од следећих начина:
I Здравствена делатност на примарном нивоу
- Служба за здравствену заштиту радника у дому здравља или у приватној ординацији.
- Завод за здравствену заштиту радника. У оквиру завода може се образовати служба за медицину рада (у заводу за здравствену заштиту у Нишу, Новом Саду, Крагујевцу, МУП-а Србије и „Железнице Србије“).

II Здравствена делатност медицине рада која се обавља на вишем нивоу
- Институт за медицину рада Србије „Др Драгомир Карајовић“.
- Институт за медицину рада ВМА.